# 41107 Ropakov
41107 Ropakov este un asteroid din centura principală de asteroizi.

## Descriere
41107 Ropakov este un asteroid din centura principală de asteroizi. A fost descoperit pe 1 noiembrie 1999 la Uccle de Eric Walter Elst și Sergij Ivanovič Ipatov. Asteroidul prezintă o orbită caracterizată de o semiaxă mare de 2,47 ua, o excentricitate de 0,26 și o înclinație de 5,4° în raport cu ecliptica.